# Murat Nausbijewitsch Kardanow
Murat Nausbijewitsch Kardanow (russisch Мурат Наусбиевич Карданов; * 4. Januar 1971 in Naltschik) ist ein ehemaliger russischer Ringer. Er war Olympiasieger 2000 in Sydney im griechisch-römischen Stil im Weltergewicht.

## Werdegang
Murat Kardanow wuchs in der Gegend von Stawropol auf und begann dort 1982 als Jugendlicher mit dem Ringen. Sein erster Trainer war Wladimir Lobschanidse. Im Laufe seiner Entwicklung startete er u. a. auch für den Armeesportclub und für „Nast“ Krasnodar. Weitere Trainer, die ihn betreuten, waren Igor I. Iwanow und Asmet Schalacho.
Murat Kardanow, der sich nur im griechisch-römischen Stil betätigte, gab sein Debüt auf der internationalen Ringermatte im Jahre 1991, noch für die Sowjetunion startend, bei der Junioren-Weltmeisterschaft (Espoirs = bis 20 Jahre). Dabei siegte er in der Mittelgewichtsklasse (damals bis 82 kg Körpergewicht) vor dem Franzosen Enrico Vaccaro und dem Chinesen Zhang Zetiang.
1993 wurde er in die russische Nationalmannschaft der Ringer im griechisch-römischen Stil aufgenommen und bei der Europameisterschaft in Istanbul im Mittelgewicht eingesetzt. Er kam dort auf den dritten Platz, wobei er gegen Thomas Zander aus Deutschland eine 4:1-Punktniederlage hinnehmen musste. Den gleichen Platz erkämpfte sich Murat Kardanow auch bei der Weltmeisterschaft im selben Jahr in Stockholm. Im Kampf um die WM-Bronzemedaille siegte er dabei über Waleri Tsilent aus Belarus knapp mit 4:3 Punkten. Vorher hatte er gegen den neuen türkischen Ringerstar Hamza Yerlikaya verloren.
In den Jahren 1994 bis 1996 kam Murat Kardanow bei internationalen Meisterschaften nicht zum Einsatz, weil er sich in Russland gegen Sergei Nassewitsch und Sergei Tschwir im Mittelgewicht nicht durchsetzen konnte. 1997 fasste er deshalb den Entschluss, in das Weltergewicht (damals bis 76 kg Körpergewicht) abzutrainieren. Er kam dann noch im selben Jahr bei der Weltmeisterschaft in Breslau im Weltergewicht zum Einsatz. Dieser Versuch ging jedoch daneben, denn er kam mit zwei Siegen und zwei Niederlagen nur auf den 14. Platz.
Der russische Ringerverband hielt trotzdem an ihm fest und setzte ihn auch bei der Europameisterschaft 1998 in Minsk im Weltergewicht ein. Dort kämpfte er sich bis in das Finale vor, wobei er u. a. auch den Weltmeister von 1997, den Finnen Marko Yli-Hannuksela mit 9:7 Punkten besiegte. Im Finale erzielte er über Khwichia Bichinaschwili aus Georgien nach 2:45 Minuten einen Schultersieg und wurde damit Europameister. Bei der Weltmeisterschaft desselben Jahres in Gävle/Schweden gelang ihm jedoch keine Medaillengewinn. Im Kampf um die Bronzemedaille verlor er gegen den US-Amerikaner Matt Lindland bei einem Punktestand von 1:1 durch Kampfrichterentscheid und musste sich mit dem 4. Platz zufriedengeben.
1999 wurde Murat Kardanow nur bei der Weltmeisterschaft in Athen eingesetzt. Er enttäuschte dort jedoch, denn er kam im Endergebnis nur auf den 6. Platz. Bei der Europameisterschaft des Jahres 2000 gewann er dann in Moskau mit einem 1:0-Punktsieg über Attila Bátky aus der Slowakei wieder eine Bronzemedaille.
Den größten Triumph in seiner Laufbahn erzielte Murat Kardanow bei den Olympischen Spielen 2000 in Sydney, denn er wurde dort mit fünf Siegen Olympiasieger. In den entscheidenden Kämpfen besiegte er dabei Ara Abrahamian aus Schweden, Markku Yli-Hannuksela und Matt Lindland.
Nach diesem Sieg trat Murat Kardanow als aktiver Ringer zurück. Er beendete sein Sportstudium am Staatlichen Institut für Sportwissenschaften in Krasnodar. Heute ist er Minister für Sport in der russischen Teilrepublik Kabardino-Balkarien im Nordkaukasus und wohnt in Naltschik.

## Internationale Erfolge
| Jahr | Platz | Wettbewerb            | Gewichtskl. | Ergebnis |
| 1991 | 1.    | Junioren-WM (Espoirs) | Mittel      | vor Enrico Vaccari, Frankreich, Zhang Zetiang, China u. Hans-Paul Bollmann, Deutschland |
| 1992 | 1.    | Welt-Cup in Besançon  | Mittel      | vor Alfredo Linares, Kuba u. Philippe Nagy, Frankreich |
| 1993 | 3.    | EM in Istanbul        | Mittel      | hinter Thomas Zander, Deutschland u. Hamza Yerlikaya, Türkei u. vor Goran Kasum, FIFA-Einzelstarter, Oleg Balamutow, Ukraine u. Jean-Pierre Wafflard, Belgien                                                                                     |
| 1993 | 3.    | WM in Stockholm       | Mittel      | hinter Hamza Yerlikaya u. Daulet Turlychanow, Kasachstan, vor Waleri Tsilent, Belarus, Peter Farkas, Ungarn u. Martin Lidberg, Schweden |
| 1995 | 1.    | Militär-WM in Rom     | Mittel      | vor Alexander Werschinjanin, Ukraine, Oldrik Meißner, Deutschland u. Józef Tracz, Polen |
| 1995 | 1.    | Welt-Cup              | Mittel      | vor Alexei Banes Duaney, Kuba, Bachtiar Baiseitow, Kasachstan, Erik Hahn, Deutschland u. Marty Morgan, USA |
| 1997 | 14.   | WM in Breslau         | Welter      | mit Siegen über Mircea Constantin, Rumänien u. Takamitsu Katayama, Japan u. Niederlagen gegen Bachtiar Baiseitow u. Filiberto Ascuy Aguilera, Kuba; Sieger: Marko Yli-Hannuksela, Finnland vor Tamás Berzicza, Ungarn u. Filiberto Ascuy Aguilera |
| 1998 | 1.    | EM in Minsk           | Welter      | vor Khwichia Bichinaschwili, Georgien, Nazmi Avluca, Türkei, Yvon Riemer, Frankreich u. Andrej Batura, Belarus |
| 1998 | 4.    | WM in Gävle/Schweden  | Welter      | hinter Bachtiar Baiseitow, Filiberto Ascuy Aguilera u. Nazmi Avluca u. vor Lewon Geghamjan, Armenien u. Matt Lindland, USA |
| 1999 | 6.    | WM in Athen           | Welter      | hinter Nazmi Avluca, Yvon Riemer, Dimitrios Avramis, Griechenland, Tariel Melelaschwili, Georgien u. Tamás Berzicza |
| 2000 | 3.    | EM in Moskau          | Welter      | hinter Wjatscheslaw Makarenko, Belarus u. Dawid Manukjan, Ukraine u. vor Attila Bátky, Slowakei, Ole Petter Tveiten, Norwegen u. Ara Abrahamian, Schweden                                                                                         |
| 2000 | Gold  | OS in Sydney          | Welter      | mit Siegen über Takamitsu Katayama, Japan, Tamás Berzicza, Ara Abrahamian, Marko Yli-Hannuksela u. Matt Lindland |

## Erläuterungen
- alle Wettkämpfe im griechisch-römischen Stil
- OS = Olympische Spiele, WM = Weltmeisterschaften, EM = Europameisterschaften
- Mittelgewicht, bis 1996 bis 82 kg, von 1997 bis 2001 bis 85 kg Körpergewicht, Weltergewicht, von 1997 bis 2001 bis 76 kg Körpergewicht